# Madracis pharensis
Madracis pharensis är en korallart som först beskrevs av Heller 1868.  Madracis pharensis ingår i släktet Madracis och familjen Pocilloporidae. IUCN kategoriserar arten globalt som livskraftig. Inga underarter finns listade i Catalogue of Life.